# Albi di Dylan Dog (1995)
Albi del fumetto Dylan Dog pubblicati nel 1995.
| Nr. | Titolo                        | Mese di pubblicazione | Soggetto             | Sceneggiatura        | Disegni              | Copertina    |
| --- | ----------------------------- | --------------------- | -------------------- | -------------------- | -------------------- | ------------ |
| 100 | La storia di Dylan Dog        | gennaio               | Tiziano Sclavi       | Tiziano Sclavi       | Angelo Stano         | Angelo Stano |
| 101 | La porta dell'Inferno         | febbraio              | Gianfranco Manfredi  | Gianfranco Manfredi  | Giovanni Freghieri   | Angelo Stano |
| 102 | Fratelli di un altro tempo    | marzo                 | Luigi Mignacco       | Luigi Mignacco       | Corrado Roi          | Angelo Stano |
| 103 | I demoni                      | aprile                | Claudio Chiaverotti  | Claudio Chiaverotti  | Giampiero Casertano  | Angelo Stano |
| 104 | Notte senza fine              | maggio                | Michelangelo La Neve | Michelangelo La Neve | Montanari & Grassani | Angelo Stano |
| 105 | L'orrenda invasione           | giugno                | Gianfranco Manfredi  | Gianfranco Manfredi  | Luigi Siniscalchi    | Angelo Stano |
| 106 | La rivolta delle macchine     | luglio                | Claudio Chiaverotti  | Claudio Chiaverotti  | Ferdinando Tacconi   | Angelo Stano |
| 107 | Il paese delle ombre colorate | agosto                | Luigi Mignacco       | Luigi Mignacco       | Luigi Piccatto       | Angelo Stano |
| 108 | Il guardiano della memoria    | settembre             | Carlo Ambrosini      | Carlo Ambrosini      | Carlo Ambrosini      | Angelo Stano |
| 109 | Il volo dello struzzo         | ottobre               | Mauro Marcheselli    | Tiziano Sclavi       | Giovanni Freghieri   | Angelo Stano |
| 110 | Aracne                        | novembre              | Gianfranco Manfredi  | Gianfranco Manfredi  | Corrado Roi          | Angelo Stano |
| 111 | La profezia                   | dicembre              | Gianfranco Manfredi  | Gianfranco Manfredi  | Corrado Roi          | Angelo Stano |

## La storia di Dylan Dog
Dylan Dog finisce di montare il suo modellino del galeone. A questo punto tutto il suo passato sarà svelato e l'intreccio tra lui, la sua amata Morgana e il suo acerrimo nemico Xabaras sarà spiegato.
- Questo numero, come indicato dallo stesso Tiziano Sclavi, rappresenta l'ideale conclusione del ciclo narrativo del fumetto, nonostante la collana prosegua poi regolarmente, come una sorta di finale anticipato.
- Albo celebrativo completamente a colori per festeggiare il centesimo numero della serie.

## La porta dell'Inferno
Un feroce assassino sembra esser tornato a seminare il panico a Londra. Qualche anno prima uccise senza pietà la moglie e la figlia di Charles Gibbs, seguendo modalità che facevano pensare ad un rituale satanico, senza che Scotland Yard riuscisse a catturarlo. Ora pare essere tornato per concludere il suo rituale.

## Fratelli di un altro tempo
Sono tra noi. Sono spaesati, impauriti e soprattutto sono soli. Hanno l'aspetto di piccole scimmie dall'andatura eretta, ma nessuno sospetterebbe mai che si tratta di esemplari di homo habilis che qualcuno ha creato geneticamente per trarne profitto. E mentre l'intera popolazione di Londra vede animali da tempo estinti come mammuth o giganteschi lupi preistorici, Dylan Dog viene assunto da un'antropologa per investigare su questa strana storia aiutato anche dal più impensabile degli aiutanti: un gorilla femmina di nome Amy.

## I demoni
Dylan Dog ha ventiquattro ore di tempo per scoprire chi ha ucciso Greg Fenton, docente universitario. Al termine del tempo Dylan morirà a causa di un veleno che gli è stato iniettato e di cui nessuno conosce l'antidoto.
- All'interno dell'albo ricompare in un piccolo cameo Pink Rabbit, personaggio già apparso negli albi 24 e 48 e successivamente presente nell'albo 107 della serie regolare, nell'Almanacco della Paura 2009 e nel Color Fest 25.

## Notte senza fine
Uno psicopatico sta per compiere il suo ennesimo delitto. Apparentemente, la sua motivazione sta tutta nell'insonnia: le sue notti, infatti, sono orribili ed eterne ed invidia chi può dormire e morire al tempo stesso. Dylan Dog interviene per fermare questo serial killer, poi subito dopo si scontra con una ragazza a cui non chiede neanche scusa. La ragazza, rimasta delusa fortemente da questa mancanza, decide di "punire" Dylan facendo cadere una notte eterna su tutta Londra. Notte che solamente l'Indagatore dell'Incubo può far cessare.

## L'orrenda invasione
Un bel giorno, in un palazzo signorile di Londra, scoppia una catastrofe: centinaia di ratti venuti da chissà dove fanno strage di tutti gli abitanti. La particolarità di questi ratti è che sono grandi il doppio di quelli normali e anche la loro voracità. Si spingono su tutta la città usando ogni mezzo possibile, anche le condutture. Dylan Dog scoprirà una storia di forzata evoluzione che purtroppo si è ritorta contro l'uomo.

## La rivolta delle macchine
L'estate è, per molti, tempo di vacanze fuori città. Però ultimamente la nuova "tendenza" è quella di andare a schiantarsi con la propria auto sull'autostrada. Raptus di follia oppure sono le macchine che hanno preso vita e vogliono vendicarsi per i torti subiti dagli uomini? Dylan Dog scoprirà che la verità è oltre tutto questo: in mezzo a tutto, c'è la triste realtà dell'abbandono dei cani.

## Il paese delle ombre colorate
Pink Rabbit è tornato. Il coniglio killer che un sacco di anni prima terrorizzò la città con i suoi bizzarri delitti è nuovamente in azione. Ma stavolta è tornato con una missione ben precisa: trovare Bambola, una specie di Jessica Rabbit fuggita dal Paese delle Ombre Colorate, il mondo di Pink Rabbit e della sua cricca. Dylan Dog è sulle tracce di Peter Pencil, il creatore di Pink Rabbit, dopo che la moglie ne ha denunciato la scomparsa e crede che non sia una scomparsa del tutto normale. Le strade dei due si incroceranno anche perché Bambola ha un segreto che né Dylan né Jumpo (il vero nome di Pink Rabbit) si aspettano lei abbia.
- Pink Rabbit era già apparso negli albi 24, 48, 103 (in un piccolo cameo) e 107 della serie regolare e successivamente comparirà nell'Almanacco della Paura 2009 e nel Color Fest 25.

## Il guardiano della memoria
Gordon Skindler viene condannato con l'accusa di omicidio, nonostante dica di non ricordare nulla dell'accaduto. Dylan Dog dovrà scoprire chi è realmente quest'uomo, cosa nasconde e se sta mentendo in merito all'amnesia.

## Il volo dello struzzo
Ken Harrel, un tempo amico di Dylan e adesso rinchiuso ad Harlech per aver barbaramente ucciso la moglie colpevole d'infedeltà dopo essersi sfregiato la faccia con un rasoio, fa nuovamente la sua comparsa. Ha un favore da chiedere al vecchio amico: proteggere lui, scappato dal manicomio di Harlech assieme ad un altro strambo paziente, Lenny Bird, detto "Birdy", che si crede un uccello e vuole raggiungere un'isola abitata solo da volatili. Inseguiti dalla polizia, Dylan e Ken si mettono in marcia.

## Aracne
Lidia Bord decide di ingaggiare Dylan Dog per ritrovare suo padre Julius, misteriosamente scomparso. Si recheranno così a Llandlow, sperduto villaggio di origine celtica del Galles.
- Si tratta della terza storia non autoconclusiva ma suddivisa in due parti.

## La profezia
Mentre continuano le indagini a Llandlow alla ricerca di Julius Bord, Dylan Dog scoprirà l'esistenza di una setta dedita ad oscuri rituali. Quello che non sa è che è proprio lui il prescelto per il sacrificio umano che la setta vuole realizzare.
- Si tratta della terza storia non autoconclusiva ma suddivisa in due parti.